# White Lake (musikalbum)
White lake är ett album av The Embassy som släpptes 2018 via deras eget skivbolag International. Releasen föregicks av EP'n "Background Music For Action People". Albumet består av 8 spår, varav samtliga spelades in på distans via Skype.. Albumet är enligt bandet själva influerat av "post-punk, acid och eko-terrorism". Efter albumets release gav sig bandet ut på turné i Japan.

## Låtlista
1. "Sometimes"
2. "Nowhere"
3. "Handshake"
4. "Sure"
5. "Wasted"
6. "Let's Not"
7. "It's Always A New Thing"
8. "Bad Vibe"
9. "Sorry"